# Атанасиос Гумас
Атанасиос (Танасис) Константину Гумас (на гръцки: Αθανάσιος Κωνσταντίνου Γκούμας) е гръцки революционер, участник в Гръцката въоръжена пропаганда в Македония в началото на XX век.

## Биография
Гумас е роден през 1875 година в гревенското село Радосинища, тогава в Османската империя, днес Мегаро, Гърция. Баща му Константинос Гумас дарява парите за строежа на църквата „Свети Атанасий“. При избухването на Гръцо-турската война в 1897 година Атанасиос Гумас е доброволец в Гръцката армия под командването на Константинос Смоленски. Гумас е един първите дейци на гръцката въоръжена пропаганда в Македония и в 1904 година заедно с Павел Киров, Лукас Кокинос и Адамантиос Манос от Спилео превежда четата на Павлос Мелас през Кожани, Сятища и Богатско към Костурско.
Участва в последвалите Балкански войни (1912 - 1913), в така наречената Епирска борба (1913 - 1914) и Първа световна война (1917 - 1918) и в Гръцко-турската война (1919 – 1922).
В 1940 година по време на Итало-гръцката война, след като италианците окупират Фурка и Самарина на 31 октомври, Гумас като лейтенант от запаса се присъединява като доброволец към Гръцката армия. Участва в гръцкото контранастъпление срещу дивизия „Джулия“, връщането на Самарина на 3 ноември, нахлуването в Северен Епир, превземането на Лесковик и в Битката при прохода Клисура през януари 1941 година. В Битката при Требешина е тежко ранен. Тъй като е на 65 години участието му във войната е широко отразено в гръцката преса. Във войната загиват синът му Ахилеас и осиновеният му син Лазарос.
Носител е на много медали за храброст.
Умира в 1957 година.